# Meinedo
Meinedo é uma povoação portuguesa do Município de Lousada que é sede da freguesia de Meinedo, freguesia com 8,43 km² de área e 3800 habitantes (censo de 2021), tendo, por isso, uma densidade populacional de 450,8 hab./km².
Situa-se aproximadamente a 6 km da sede do município, a vila de Lousada. A freguesia confina com as freguesias de Boim, Pias, Caíde de Rei, Aveleda e Lodares, pertencentes igualmente ao Município de Lousada e a freguesia de Bustelo, pertencente ao Município de Penafiel. 

## Demografia
A população da freguesia de Meinedo registada nos censos foi:
| Distribuição da população por grupos etários | Distribuição da população por grupos etários | Distribuição da população por grupos etários | Distribuição da população por grupos etários | Distribuição da população por grupos etários |
| -------------------------------------------- | -------------------------------------------- | -------------------------------------------- | -------------------------------------------- | -------------------------------------------- |
| Ano                                          | 0-14 Anos                                    | 15-24 Anos                                   | 25-64 Anos                                   | > 65 Anos                                    |
| 2001                                         | 875                                          | 694                                          | 2226                                         | 483                                          |
| 2011                                         | 650                                          | 551                                          | 2274                                         | 577                                          |
| 2021                                         | 456                                          | 460                                          | 2111                                         | 773                                          |

## História
Meinedo é uma freguesia do concelho de Lousada com grande valor histórico. Primitivamente, denominada Magneto, a freguesia de Meinedo já vem referenciada, no século VI, como sede de diocese (diocese de Magneto ou Magnetum), no Segundo Concílio de Braga (ano de 572) e, como paróquia, na Divisio Theodomiri, mais conhecido por Parochiale suevorum (redigido entre 572 e 589).
Meinedo terá sido, segundo toda a probabilidade, a primeira Sé da Diocese do Porto.
O primeiro Bispo de Magneto foi  Viator (ou Victor), que esteve presente no segundo concílio de Braga, em 572, e que subscreveu como:
“ Viator Magnetensis ecclesiae Episcopus his gestis subscripi”
A diocese foi entretanto transferida para Portucale, estando na origem da atual diocese do Porto.
A Diocese de Magneto ou Magnetum nunca foi oficialmente extinta pelo Vaticano, tendo sido restaurada em 1970, sendo atualmente o seu bispo, o monsenhor César Garza Miranda, O.F.M. (17 de Outubro de 2020 – presente).

## Etimologia e Gentílico
A transformação de Magneto em Meinedo, denota a sua origem germânica, onde o "g" apresenta o valor fonético de "i" e não de "g".
Avieno, na sua obra geográfica Ora marítima, refere-se, várias vezes, aos Magnetes, povos gregos da cidade de Magnésia, na Eólida. O que nos poderá fazer pensar na ocupação dos gregos por Meinedo, derivando daqui o nome de Meinedo. 
O nome do rio Sousa, rio que atravessa esta freguesia, tem também origem na língua grega.

## História Administrativa, Biográfica e Familiar

### Meinedo antes da ocupação romana
Ainda antes da ocupação romana Meinedo teria sido um povoado castrejo de relativa importância. Em Meinedo teriam vivido tribos primitivas celtas e, provavelmente, os bracari, ramo dos Gallaeci. Estes povos, geralmente, ocupavam locais altos e sobranceiros a pequenos cursos de água, ou perto de nascentes e de terrenos de cultivo. Construíam o seu povoamento, o castro, que fortificavam para defesa das tribos vizinhas.
Poucos vestígios, ou nenhuns, deixam perceber a existência de um pequeno castro da Idade do Ferro, num local sobre o Lugar da Sanguinha, onde o atual cemitério e várias construções modernas fizeram com que desaparecessem esses raros vestígios, restando como testemunho, restos de cerâmica e algumas mós. 

### Meinedo sob o domínio romano
O centro romano de Meinedo, ou a villa mais importante, localizar-se-ia onde atualmente se encontra a Quinta de Padrões, Igreja e a Casa da Renda. Nesta área foram descobertos diversos materiais como, telha de rebordo abundante, a tegula romana, tijolos de tamanho e grossuras várias, o latercottus, em que em muitos se encontra a marca do oleiro, littera figulina, e grandes pedaços de argamassa feita de cal e cacos de telha, um grupo de pequenas mós, a mola manuária, e ainda fragmentos duma calha aberta em pedra. Há uns anos, na Casa do Vilar, ao ser desmantelado um lagar, nas suas fundações foram descobertas, ânforas e sarcófagos. Estes achados reforçam a hipótese da existência, no mesmo local, de uma villa rustica.

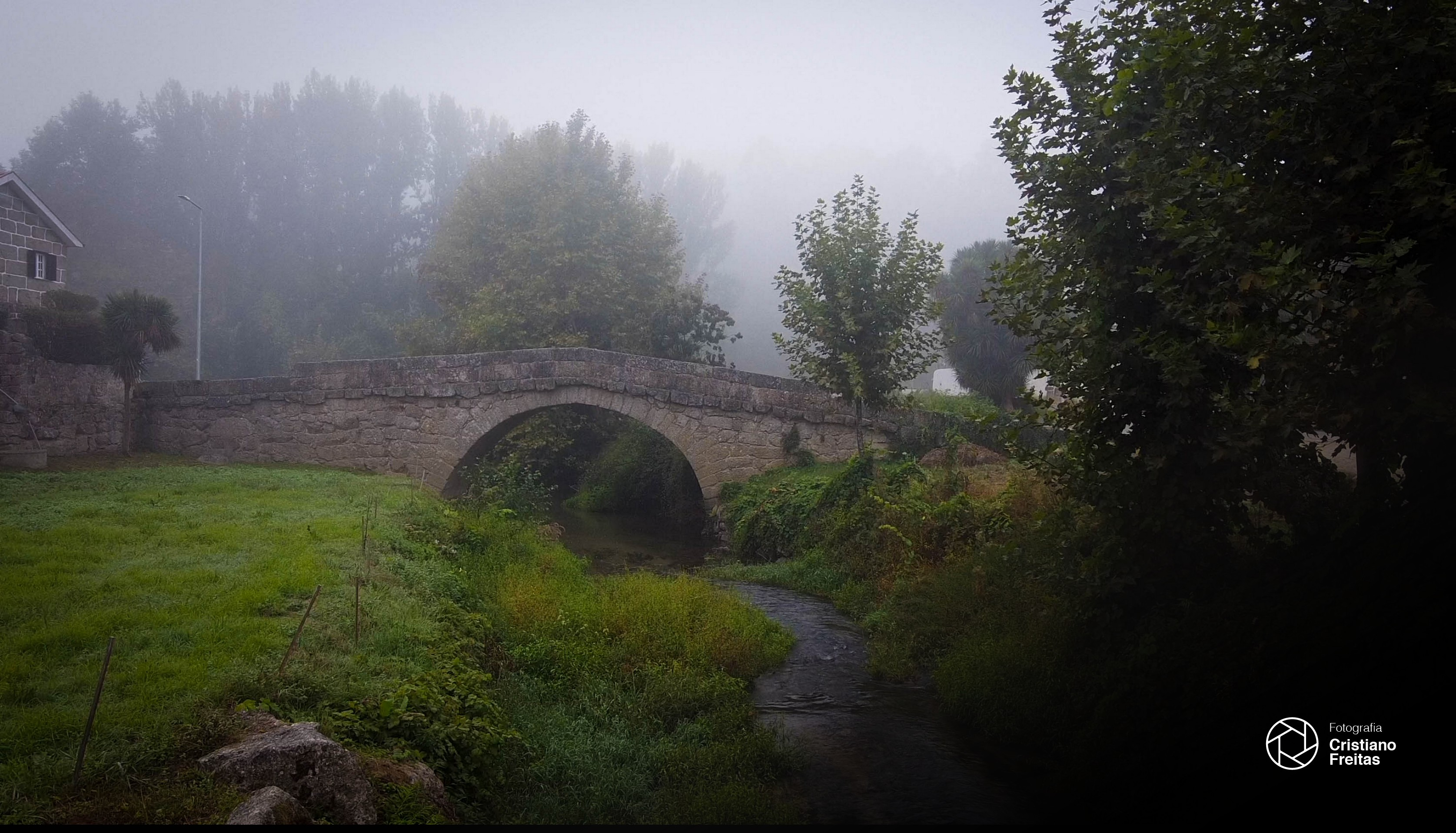
Ponte de Espindo, Freguesia de Meinedo

Esta civitate (cidade) teria a sua importância estratégica. Aqui se bifurcava a estrada romana que vinha de Braga após atravessar o rio Sousa no lugar de Espindo, onde existe a 

### Meinedo no Período Bárbaro
O centro de Meinedo, que os romanos transformaram em villa, teria sido continuado pelos suevos que aqui se instalaram. A sua importância foi grande, pois o seu nome vem mencionado na lista de freguesias de que se compunha o bispado do Porto, no Parochiale suevorum ou Divisio Theodomiri, entre os anos 572 e 582, onde fixaram o número de Paróquias que deveriam pertencer a cada diocese. 
Nesta altura a diocese de Braga compreendia a Galiza, as Astúrias, e grande parte da Lusitânia, até ao rio Mondego. Como era um território muito extenso e não tinha um número suficiente de bispos, Teodomiro reconheceu a necessidade de ampliar o quadro dos prelados.
Porque era muito pesado para os bispos fazerem longas e cansativas viagens para participarem, todos os anos nos concílios periódicos de Braga, aqueles prelados reuniram-se em Lugo e elevaram a cidade à categoria de metrópole. Neste Concílio (II Concílio de Braga) deu-se a divisão eclesiástica do reino suevo em dois sínodos, o bracarense e o lucense. O sínodo lucence ficou com Orense, Astorga, Iria, Tui e Britónia e o de Braga com, as sufragâneas de Coimbra, Viseu, Dume, Lamego, Meinedo e Idanha. 
Pela extensão da diocese assim foi criado, entre outros o Bispado de Magneto, como anotou Luitprando:
“ In divisione Episcopatuum sub Theodomiro Sueuocrum Rege, Magnetum Edpiscopatus Portuensis oppidium; quod marui vocauerunt Maulhoee sed sedis Edpiscopalis durauit paruum”
Em Meinedo o poder eclesiástico suevo teve o seu auge na sétima década do século VI. Foi sede da diocese, sufragânea da de Braga, cujo primeiro bispo foi Viator (ou Victor), que esteve presente naquele concílio de Braga, em 572, e que subscreveu como, “ Viator Magnetensis ecclesiae Episcopus his gestis subscripi”, conjuntamente com os bispos de Braga, Viseu, Coimbra, Idanha e Lamego.
A existência de um bispo em Meinedo, confirma que esta povoação era já uma comunidade cristã organizada. 
No entanto, no concílio seguinte, o III Concílio de Toledo, em 589, já não aparece mencionado o Mosteiro de Santo Tirso de Meinedo. No entanto é também curioso manter-se o título, na atualidade, de bispo magnetense, na figura de Monhesenhor César Garza Miranda, atribuído pela Cúria Romana, considerando que a Diocese de Meinedo nunca foi extinta e nunca deixando de lhe nomear os respetivos bispos. 
A maior parte dos historiadores querem fazer crer que o mais provável é ter sido Meinedo a primeira sede do bispado do Porto, e Viator o seu primeiro Bispo. De forma unânime é afrmado que, no período suevo, Meinedo seria um povoado talvez mais importante que o Porto, na altura Castrum Novum, e que se situava no centro geográfico da diocese e, com a tomada de poder pelos visigodos, teria havido a sua transferência para este povoado, por ser considerado a sua capital.  

### Meinedo do Período Muçulmano à Fundação da Nacionalidade
Após a batalha de Guadalete, os árabes invadiram quase toda a Península Ibérica, distruindo tudo à sua passagem. Em 716, a cidade do Porto foi destruída, fugindo o prelado, refugiando-se nas Astúrias, como muitos outros fizeram. 
Pelos anos 800 Faião Soares, da família dos Sousas, funda Arrifana de Sousa (atualmente Penafiel). 
Quando D.Fernando I, o Magno, conquistou aos mouros a cidade de Coimbra, no ano de 1064, as fronteiras das terras portucalenses situavam-se entre os rios Vouga e Minho. 
Estando este Rei em Guimarães, compareceram aí os senhores das terras entre Douro e Minho e pediram-lhe que mandasse delimitar novamente as terras, já que os mouros teriam destruído os marcos criando dúvidas entre eles. 
Deu-se assim a primeira divisão administrativa desta região aproveitando-se os rios e os cumes dos montes como fronteiras naturais, formando-se então 12 colationes, distritos ou condados. O antigo território de Meinedo estaria integrado na 7ª colactione da província de Entre Douro e Minho, denominado Condado de Sousa. 
Poucos anos depois, é criado o condado Portucalense e entregue ao conde D. Henrique e sua esposa D. Teresa. 

### Meinedo no Século XII
D. Hugo, que em 1113 tinha ocupado a cadeira episcopal do Porto, em 5 de Outubro de 1131, recebeu de D. Afonso Henriques o couto e a igreja de Santo Tirso de Meinedo, que fora um antigo mosteiro, e que depois foi de monges negros:
“Em nome da Santa e Indivisa Trindade Pai, Filho e Espírito Santo e em honra de Santa Virgem Maria – Eu Infante Afonso, Príncipe glorioso de Portugal, faço testamento firme por esta escritura da minha própria herança que tenho na terra de Sousa por sucessão de meus pais e avós que é constituído pelo Mosteiro de Santo Tirso de Meinedo, a vós Hugo, bispo e senhor da Igreja Portucalense. Faço-vos também de livre vontade testamento da Igreja do citado Mosteiro com seus termos e passais que pertencem a vós, à vossa Igreja e nossos sucessores por todos os séculos para remissão dos meus pecados e para salvação das almas dos meus pais.  Na verdade se alguém do meu sangue ou estranho tentar romper ou danificar este nosso testamento, em primeiro lugar incorra na ira divina e como Judas traidor seja sepultado no inferno e enquanto permaneça o dolo e este testamento faça fé dará ao Mosteiro mil soldos de moeda firme. Eu infante Afonso Príncipe glorioso e forte em exércitos assino este testamento por própria mão. “
Meinedo como foi coutada a favor da Igreja, neste caso da Sé do Porto, passava a render para ela, porque os reis precindiam de tudo o que aí lhes pertencia de direito real. Davam ainda poder aos donatários de conceder foral nos quais se determinava, o que os povos deviam pagar aos senhorios dessas terras.
A partir do momento em que Meinedo foi coutada, a freguesia ficou dividida em duas partes, o couto e a honra:
           . o couto com os lugares de Espindo, Vila Pouca, Romariz e Casais;
           . a honra com Ronfe, Sub-Ribas, Foz, Eiras, Quinta, Monte, Pade, Idanha, Pomarelho,  Agrelo e Cales.
A confirmação papal do couto de Meinedo ao bispo do Porto foi feita por Honório em 1227, conjuntamente com os coutos de S. Pedro da Cova e da Régua.

### Meinedo até ao final da 1.ª Dinastia

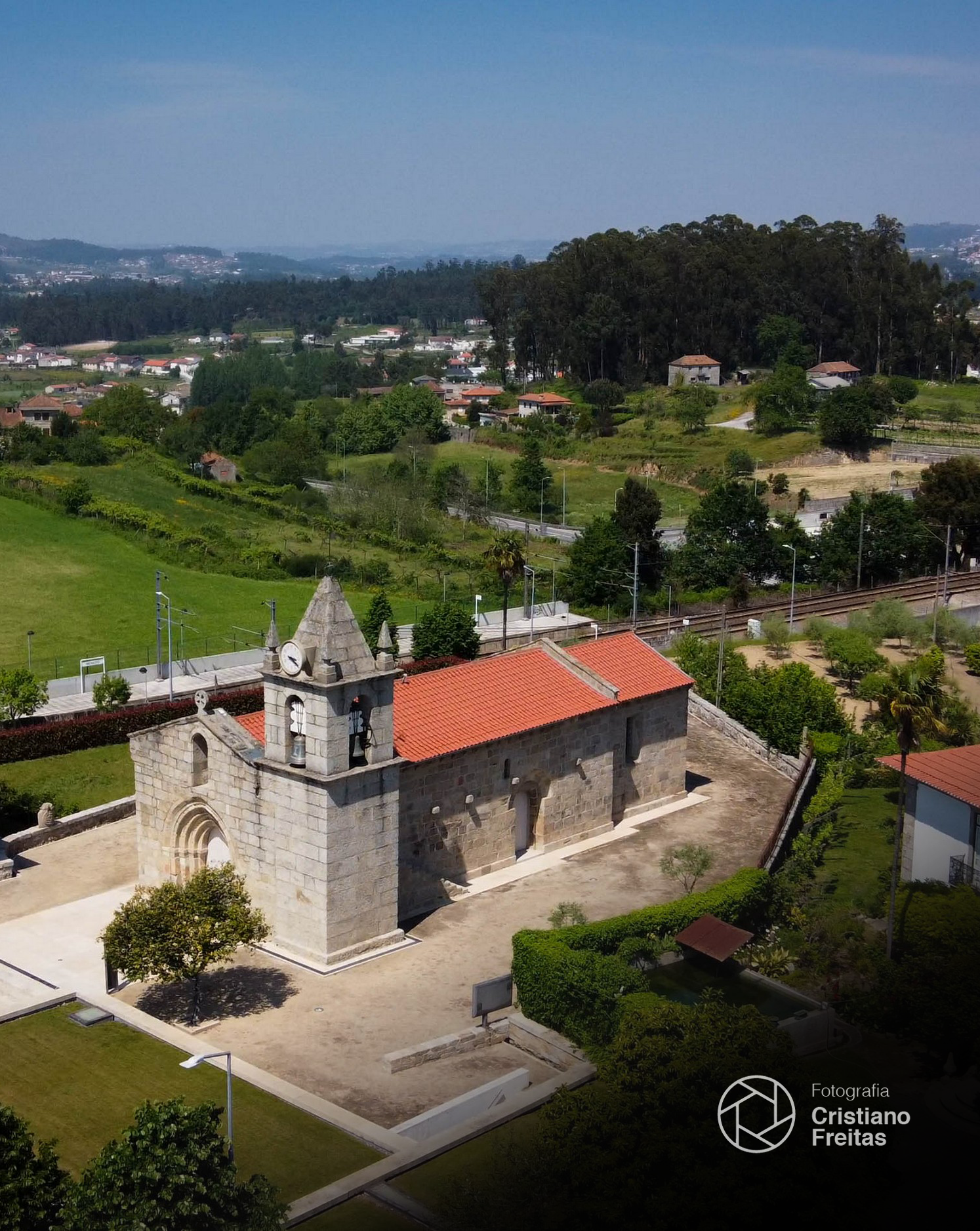
Igreja Matriz de Meinedo

A sagração da igreja de Meinedo data do ano de 1262, segundo a inscrição “in era MCC consacratur ista ecclesia” que se encontra à esquerda da porta principal. Temos portanto, a igreja sagrada na era milésima tricentésima, ou seja, no ano de Cristo de 1262, em pleno reinado de D. Afonso III. 
Apesar de a terra de Meinedo estar inserida no distrito de Sousa, não existe qualquer documento que nos prove que tivesse pertencido a esta família. Se atendermos que os donatários da honra de Meinedo eram os senhores de Unhão, e que estes também descendiam dos Sousões, podemos especular que o fossem da dita honra.
Então se assim fosse, Meinedo teria pertencido a Afonso Sanches, como refere a carta da Doação de D.Fernando ao seu aio Aires Gomes que doa todas as terras que foram de D. Martinho, filho de João Afonso de Albuquerque e neto de Afonso Sanches.  Podemos assim, presumir que a honra de Meinedo chegou à Casa de Sousa pelo seu instituidor, o Conde Fonsa, admitindo que era sogro de Recaredo, como já vimos. 
Nesta altura a Casa de Sousa era importantíssima, levando a litígio os seus parentes por causa da sucessão. Para garantir os direitos da casa, D.Dinis, por provisão régia expedida a 5 de Dezembro de 1324, mandou proceder á inquirição de todos os lugares que pertenciam ao conde.
As inquirições de D. Afonso IV também tiveram como limitar e eliminar os abusos que se cometiam nos coutos do Norte do País. Como uma parte significativa do reino escapava à jurisdição régia, o rei obrigou todos os detentores de jurisdições a apresentar os seus títulos de posse. Nesta altura era Bispo do Porto D. Vasco Martins.
A 14 de Junho de 1341,  D. Afonso IV confirmou à Mitra do Porto, a jurisdição cível no couto de Santo Tirso de Meinedo, conjuntamente com os Coutos de S. Doado e Campanhã. 
Desta forma, a freguesia de Meinedo estava dividida no couto, da jurisdição do bispo, e na honra, cujo donatário era o senhor de Unhão (Felgueiras).
Apenas em 1371, surge um documento alusivo à doação da terra de Meinedo a Aires Gomes da Silva, sem nos esclarecer a quem tinha pertencido anteriorimente. Este documento de D. Fernando data de 22 de Dezembro desse ano. 

### Meinedo após o fim da Dinastia Filipina
Como tivesse abraçado a causa de Castela, Aires Gomes da Silva teve de se render quando D. João I de Portugal lhe cercou o castelo de Guimarães, de que era seu alcaide, sendo os seus bens confiscados. 
Por carta de 23 de Junho de 1386, dada em Lisboa, D. João I deu em tença, a Vasco Gil de Ferreira a terra de:
“sto tyrso de meynedo em todollos fructus nouos rendas e drtos que a ella ptencem”
De estranhar que logo mês e meio depois, por carta dada em Abrantes, a 1 de Agosto, D. João I faça doação de Meinedo a Estevão Lourenço, grande terra de Meinedo, por embargo à doação que tinha sido feita a Aires Gomes da Silva a 22 de Dezembro de 1371.
Em 1412, apareceram alguns bens de Aires Gomes divididos. A maior parte dos bens foram doados a João Gomes da Silva, a 9 de Fevereiro de 1412, tendo por isso, João Gomes da Silva ficado com a jurisdição cível e crime de jur e herdade dos seus bens e da terra de Meinedo. 
João Gomes da Silva, rico-homem, foi segundo senhor de Vagos, Unhão, Meinedo e mais terras, alferes-mor e copeiro-mor de el Rei D.João I e do seu Conselho, alcaide-mor de Montemor-o-Velho e embaixador a Castela. 
Querendo reformar a Sé Catedral, como necessitava para o culto divino, D. João de Azambuja criou então, em 1398, o arcediagado do Porto, ao qual uniu in perpetuum a igreja de Santo Tirso de Meinedo, que depois teve por orago N.Srª das Neves, que era da apresentaçã da Mitra, que foi também intitulada de arcediagado. Esta incorporação, foi feita a 30 de Março e deveu-se, fundamentalmente, às opulentas rendas eclesiásticas que tinha a igreja de Meinedo. 
É assim criado o arcediagado de Santo Tirso de Meinedo. 
Ao arcediagado de Santo Tirso de Meinedo cabia-lhe assistir espiritualmente e visitar anualmente as igrejas que o constituíam, que eram as de Cristelos, Boim, Pias, Ataíde, Castelões, S. Mamede e S.Martinho de Recezinhos, Constance e Croca. 

## A lenda de Santo Tirso
Com a conversão de Hermenegildo, rei visigodo, filho de Leovigildo, a relegião católica penetrou no paço dos reis.
Poucos anos depois desta incorporação dos suevos no reino godo, no ano 600, governava na Hispânia o rei Recaredo, irmão de Hermenegildo, que também se converteu ao catolicismo por intercessão de S. Leandro, fazendo pública a sua profissão de fé no III Concílio de Toledo em 589. Econtrava-se casado com Bada, a sua segunda mulher, filha de um importante godo, o conde Fonsa, socer regis Recharedi, acérrimo cristão, e um dos que subscreve as actas do Concílio de Toledo.
Este conde encontrava-se na cidade de Constantinopla, como embaixador de seu genro, quando no regresso para Hispania, trouxe o corpo de Santo Tirso. 
Este mártir era natural de Toledo, e padeceu martírio na cidade de Apolónia, na Macedónia, na Grécia, contrariamente à falsa tradição de que o santo padeceu martírio na vila de Arrifana de Sousa, sendo apedrejado, como Santo Estevão, pelos seus habitantes, por volta de 252.
Outra lenda diz que os habitantes da freguesia vizinha de Bustelo, correram Santo Tirso à pedrada e que este, atrozmente perseguido, deitou a fugir em direção a Meinedo e aí, sucumbindo ao martírio inflingido, ficou o seu corpo à veneração dos fiéis. Existe ainda entre as duas referidas freguesias um caminho cavado profundamente no monte conhecido pelo caminho do santo. 
O conde Fonsa deveria ser uma pessoa com muitos bens, pertencendo Meinedo ao seu condado. Aqui possuiria o seu solar e teria sido o instituidor da honra de Meinedo. Era padroeiro do seu mosteiro, onde depositou o sagrado corpo de Santo Mártir, transladado de Apolónia, onde já se encontrava sepultado há muitos anos. 
Foi sepultado com altar sobre a sua seputlrua onde se encontrava uma imagem do santo. A devoção era grande, concorrendo muita gente das freguesias vizinhas, à sua sepultura, de onde retiravam terra que bebiam em água para cura das suas maleitas.
Todos os anos, no dia de Santo Tirso, a 28 de Janeiro, realizavam-se uma grande feira e romaria.
De Meinedo, se repartiram relíquias para outras igrejas da Hispania, ficando aqui a maior parte, no templo fundado para sua veneração. Das relíquias, existe uma numa paróquia de Oviedo, outra em Calahorra, perto de Longronho e levaram também um braço para o convento de Santo Tirso de Riba D´Ave.
O Mosteiro de Meinedo atrás mencionado, teria sido um pequeno templo, ou eremitério, pois não resta qualquer vestígio da sua existência. Em Espanha monasterio pode ser um simples templo e, como o próprio nome indica, de sua etimologia, monasterio deriva de mons, que significa mino, simples, ermo. Não será de admirar por isso que o mosteiro tivesse sido um pobre e diminuto templo. 
Nas obras de restauro que foram levadas a cabo, nos ano 90 do século XX, na igreja de Meinedo, foram descobertas paredes, alicerces, de uma antiga construção que poderão ter pertencido ao antigo cenóbio de Magneto. A apostar pelos vestígios, testemunho de numerosas pedras de cariz visigótico, que apareceram no terreno circundante à igreja paroquial, faz-nos admitir a hipótese da existência de um primitivo mosteiro episcopal, que assim sendo, teria sido destruído ao tempo da invasão árabe. É o caso de 3 capiteis de granito pré-românicos, onde são visíveis palmas, insculpidas em folhas de acanto, encimadas por uma cruz grega, e restos de uma alesíde. 
A diversos vestígios se refere Fr. Agostinho de Santa Maria, quando ao abrirem alicerces para se edificarem casas, sucedia,
“ encontrar algus cimentos como de muralhas e alguas pedras grandes, muyto alvas, e lavradas, cousa que há por aquellas partes; com que denotava aver naquele lugar antigamente algua notavel povoação, ou Cidade tão nobre, que para a grandeza e fermesura de seus edifícios, mandavão ir pedras de outras partes”

## Os forais
A 4 de Fevereiro de 1535, D. João III confirma a honra de Meinedo a Manuel Teles de Meneses.
Manuel Teles de Meneses, foi o sexto senhor de Unhão, Cepães e Meinedo e casou com Margarida de Vilhena, filha de Fernando de Castro, O Magro, capitão da cidade de Évora, e de sua mulher Maria de Vilhena, de quem teve Fernão Teles. 
A honra de Meinedo, incorporava Ronfe, Sub.Ribas, Foz, Eiras, Quinta e Monte, Pade, Idanha, Pomarelho, Agrelo e Cales. Vila Pouca e Romariz pertenciam ao couto de Casais e ao concelho de Lousada, A aldeia de Espindo estava anexada ao couto de Bustelo. 
Neste tempo, havia uma feira, em dia de S. Tirso, a 28 de Janeiro, onde se armavam muitas tendas junto às casas do vigário e que lhe pagavam por isso, um vintém cada uma. 
Em 1770, Meinedo ficou a pertencer ao Bispado de Penafiel.
Este bispado foi criado pelo Marquês de Pombal, por carta de 5 de Março desse mesmo ano, dirigida ao ministro Francisco Almada e Mendonça, que era seu primo e se encontrava em Roma, e que tratava da necessidade urgente da divisão do Bispado do Porto. 
A 12 de Agosto de 1778, foi restabelecida a diocese do Porto.

## A primeira escola primária do concelho de Lousada
O alvará de 28 de junho de 1759, considerou uma reforma geral do ensino do pais. Determinava que em cada uma das vilas das províncias, se estabelecesse um ou dois professores de Gramática Latina, que seriam eleitos por rigoroso exame feito por comissários deportados pelo Diretor Geral.
Em 1772, é criado o ensino primário oficial pela carta de Lei de 06 de Novembro, apadrinhado pelo Marquês de Pombal.  Já no ano de 1779, é nomeado para o couto de Meinedo, João Pessoa da Silva, mestre de ler e escrever com o vencimento de 40 000 reis. 

## Património
- Igreja de Santa Maria ou Igreja de Nossa Senhora das Neves ou Igreja Matriz de Meinedo
- Ponte de Espindo
- Capela de Sant’ Ana

## Instituições de cariz cultural
- Associação de Desenvolvimento e Apoio Social de Meinedo (ADASM)
- Grupo Folclórico e Cultural "As Lavradeiras do Vale do Sousa"
- TEM "Teatro Experimental Magnetense", Grupo de Teatro
- Juventude Desportiva de Meinedo
- Futebol Clube Romariz
- Confraria do Bazulaque de Magneto
- Grupo de Escuteiros (agrupamento 1095-Meinedo)
- Clube de Tunning de Meinedo
- Associação Cultural e Recreativa Renascer da Primavera
- Grupo coral de Meinedo